# Сороки (город)
Соро́ки (также Сорока; рум. Soroca) — город и муниципий в Молдове, центр Сорокского района.

## Экономика
Приграничная торговля — основа городской экономики.

## География
Расположен в глубокой долине на правом берегу реки Днестр в 40 км от ж.-д. станции Флорешты. Главная достопримечательность города — средневековая Сорокская крепость, также популярен для туристов Бекировский Яр — скала из гипса и песчаника, Пещера Монаха, находящаяся в вышеуказанной скале и памятник — Свеча Благодарения, находящаяся на высоком холме, откуда открывается вид на город, реку и соседнюю Украину.

## История

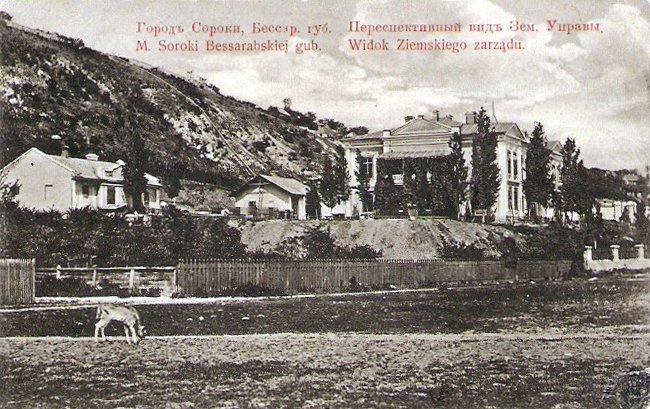
Земство Сороки, XVIII—XIX в.

Близ Сорок, на берегу Днестра, исследованы остатки 9 поселений, относящихся к неолитической буго-днестровской культуре 6—5-го тыс. до н. э. Выявлено 5 хронологических фаз: от собирательства до изготовления сосудов, напоминающих раннетрипольские. Обнаружено погребение — скорченный костяк без вещей. Ряд находок свидетельствует о связях с неолитическими культурами Балканского полуострова.
В XII или XIII веке на месте города находилось генуэзское поселение Ольхиония. В XV веке молдавский господарь Стефан Великий, с целью защиты своих владений от Польши и Венгрии, воздвиг на месте бывшей Ольхионии крепость, названную Сараки (от рум. sărac — бедный, злополучный, сирота, так как местные жители долго принуждены были скрываться от гонений турок в окрестных пещерах).
В XVIII веке название было сменено на Сороки. В 1692 году крепостью овладели поляки и защищались здесь от осаждавшего их Мустафы-паши. В 1711 году Пётр I, во время Прутского похода, переправил у Сорок свои главные силы на правый берег Днестра и сделал Сороки главным складочным пунктом запасов для своей армии. В 1738 году Сороки были взяты русскими войсками. По Бухарестскому мирному договору 1812 года город достался России. В 1833 году, при учреждении Сорокского уезда, город Сороки, бывший тогда владельческим местечком, был приобретён казной и сделан уездным. В 1860 году население Сорок составляло 5250 жителей.
По данным переписи в 1897 году в городе проживало 15 351 человек, из них:
- евреи — 8745
- молдаване — 3206
- великоруссы — 2235
- малороссы — 760
- поляки — 302
- немцы — 22
- цыгане — 12
- греки — 5
- армяне — 4
- болгары — 2
- остальные — 58.

15 июля 1941 года советские органы и войска оставили город, и он был оккупирован германскими войсками.
17 марта 1944 года город был освобождён от германских войск советскими войсками 2-го Украинского фронта в ходе Уманско-Ботошанской операции:
- 5-й гвардейской танковой армии в составе: 31-й тбр (подполковник Молчанов, Василий Степанович) 29-го тк (генерал-лейтенант т/в Кириченко, Иван Фёдорович).
- В освобождении города участвовал партизанский отряд № 175 (Струкачев, Матвей Михеевич)[8].

В 1949—1952 и 1962—1991 годах имел статус города республиканского подчинения Молдавской ССР.
В 1975 году население Сорок составляло 29,5 тыс. жителей. Во времена МССР действовали заводы (технологического оборудования, металлоизделий, стройматериалов, маслодельный, консервный, винодельческий, пивоваренный и др.), швейная фабрика, совхоз-техникум механизации и электрификации сельского хозяйства, педагогическое, культурно-просветительское училища.
В 1991 году население составляло 42,7 тыс. жителей. Работали предприятия машиностроения и металлообработки, лёгкая, пищевая промышленность.
В 2009 году в городе Сороки состоялся учредительный семинар, в ходе которого обсуждались проект и перспективы создания еврорегиона «Днестр».

## Население
По данным переписи 2004 года, население Сорок составляло 35,1 тыс. человек.

### Этнический состав
Этнический состав Сорок по данным переписи 2014 года:
| Этнос         | Количество | Процент |
| ------------- | ---------- | ------- |
| молдаване     | 18.347     | 82.65%  |
| украинцы      | 1451       | 6.53%   |
| русские       | 1187       | 5.34%   |
| цыгане        | 932        | 3.16%   |
| гагаузы       | 26         | 0.11%   |
| болгары       | 21         | 0.09%   |
| другие народы | 113        | 0.50%   |
| неизвестно    | 349        | 1.57%   |
| Всего         | 22.196     | 100%    |

### Языковой состав
Языковой состав Сорок по данным переписи 2014 года:
| Язык         | Количество | Процент |
| ------------ | ---------- | ------- |
| румынский    | 17.344     | 78.14%  |
| русский      | 3617       | 16.29%  |
| цыганский    | 577        | 2.59%   |
| украинский   | 102        | 0.45%   |
| гагаузский   | 5          | 0.02%   |
| другие языки | 26         | 0.11%   |
| билингвы     | 525        | 2.36%   |
| Всего        | 22.196     | 100%    |

## Герб
21 августа 1930 года, во времена юрисдикции Королевства Румынии, был принят герб города Сороки. Он представляет собой «щит красный рассечённый. В первой части серебряная зубчатая крепость с центральной башней, с закрытыми воротами и чёрными окнами. Во второй части чёрная голова татарина с чубом в профиль, смотрящая вправо, насаженная на копьё. Щит увенчан серебряной городской короной с 5 башнями. Символизирует старинную Сорокскую крепость и борьбу против татар».

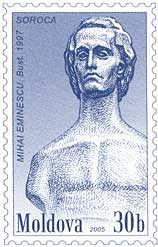
Памятник Эминеску на почтовой марке Молдовы, 2005 год

## Города-побратимы
- Хотин (Украина)[11]
- Балта (Украина)[11]
- Брянск (Россия)[12]
- Бузэу (Румыния)[13]
- Сучава (Румыния)[14].
- Флэмынзи (Румыния)[15]
- Ямполь (Украина)[16]
- Долхаска (Румыния)[16]

## СМИ
Observatorul de nord

## Галерея

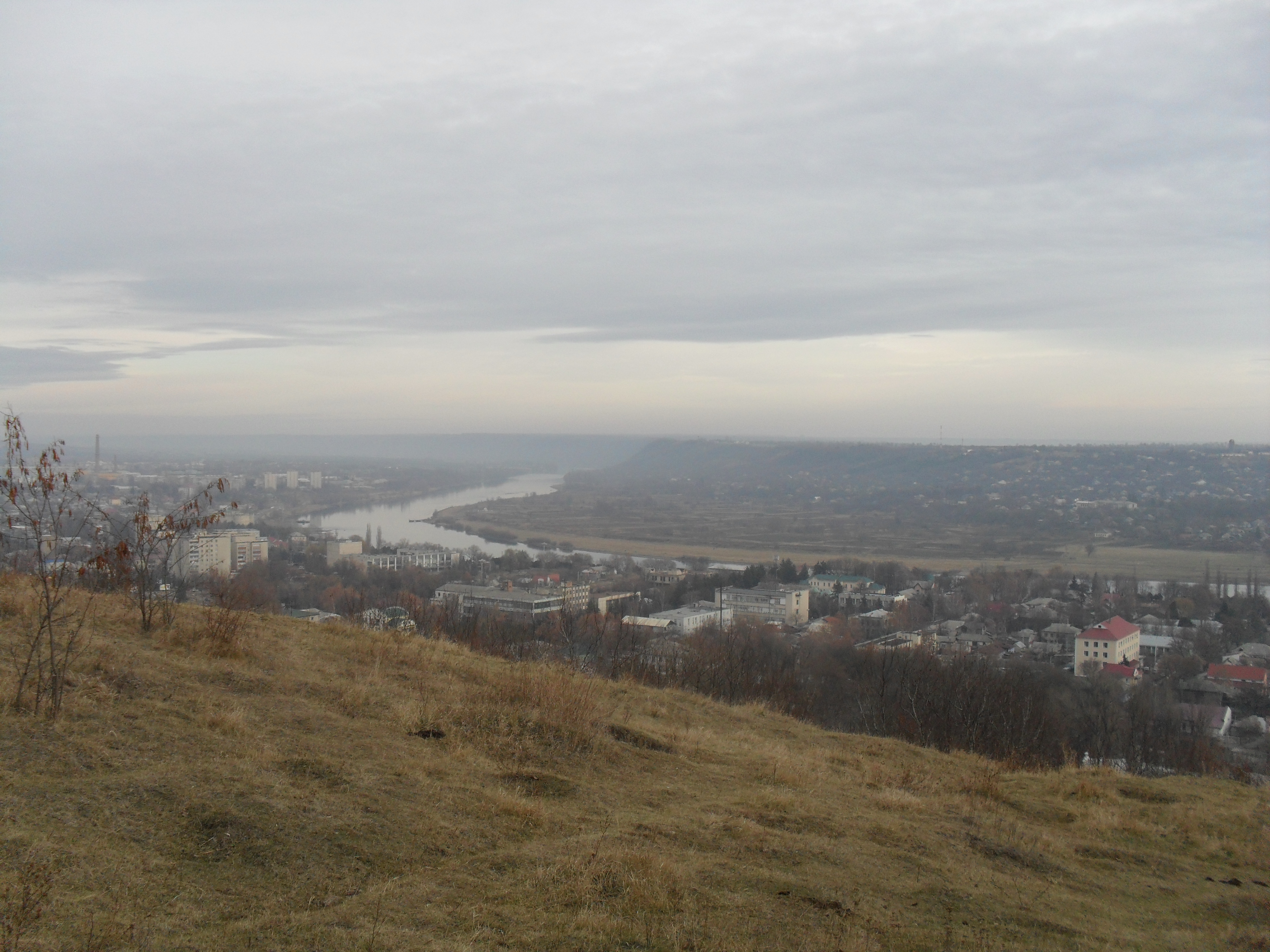
Вид на город
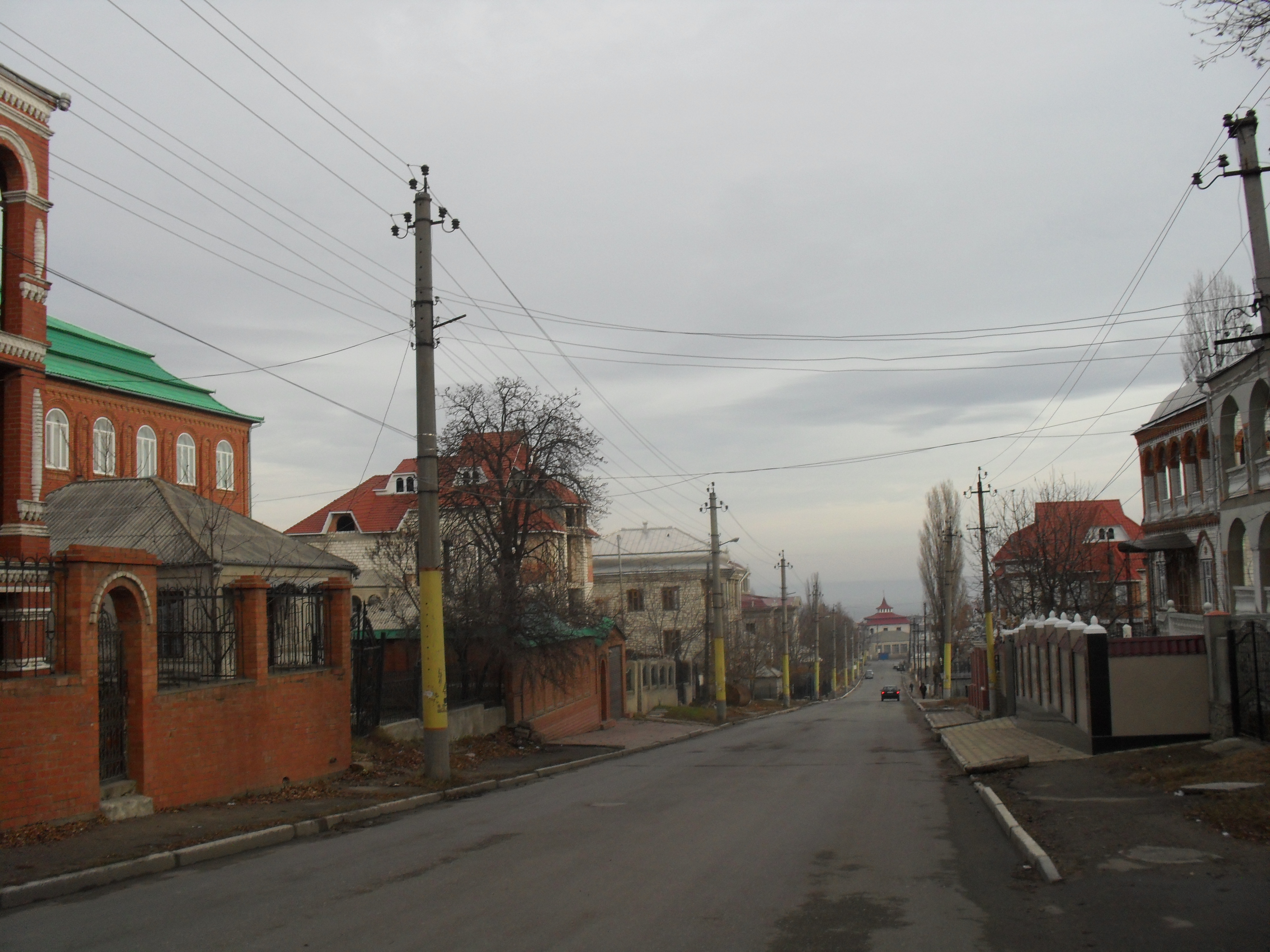
На улице города
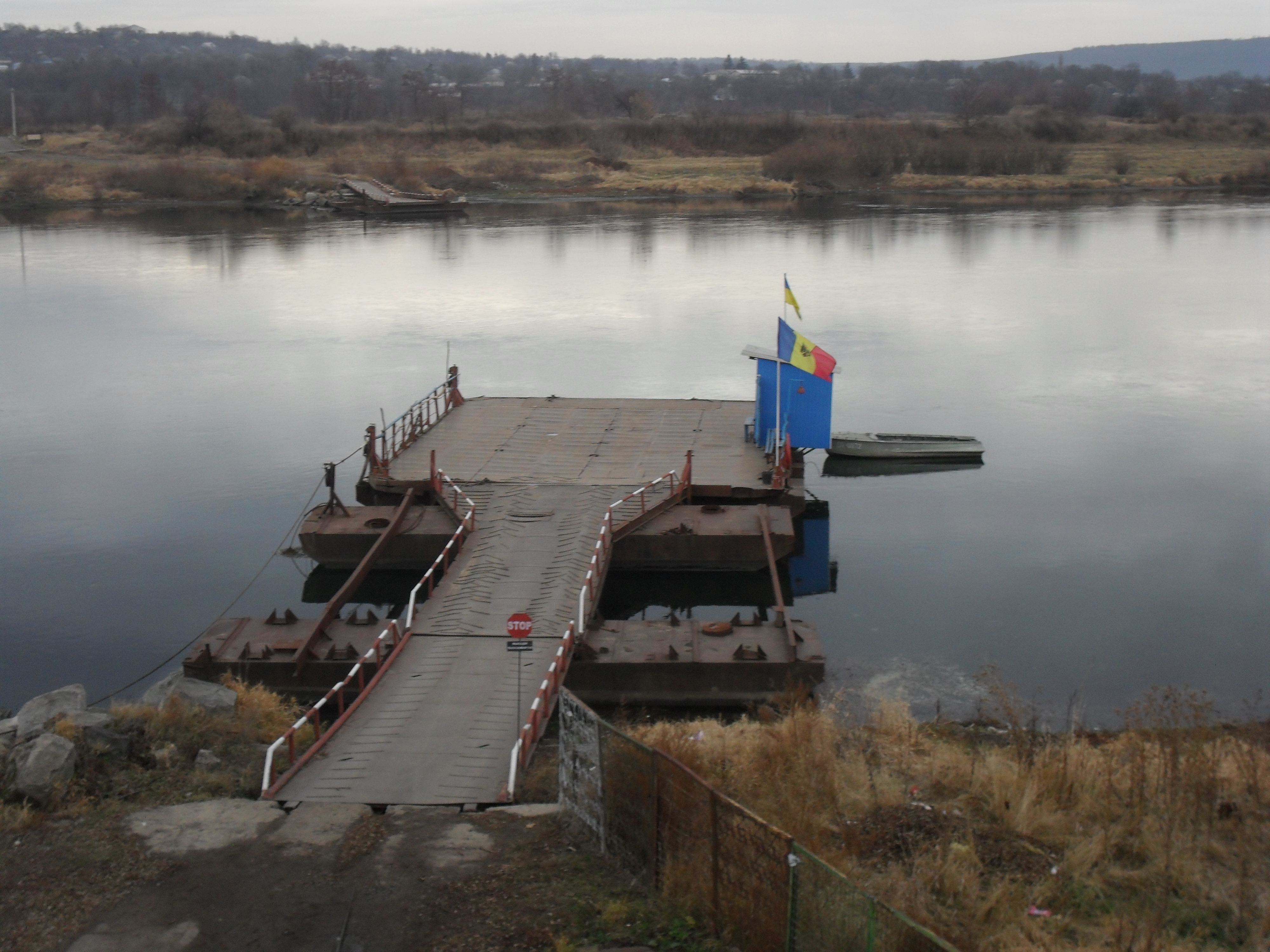
Паром на границе Молдовы и Украины
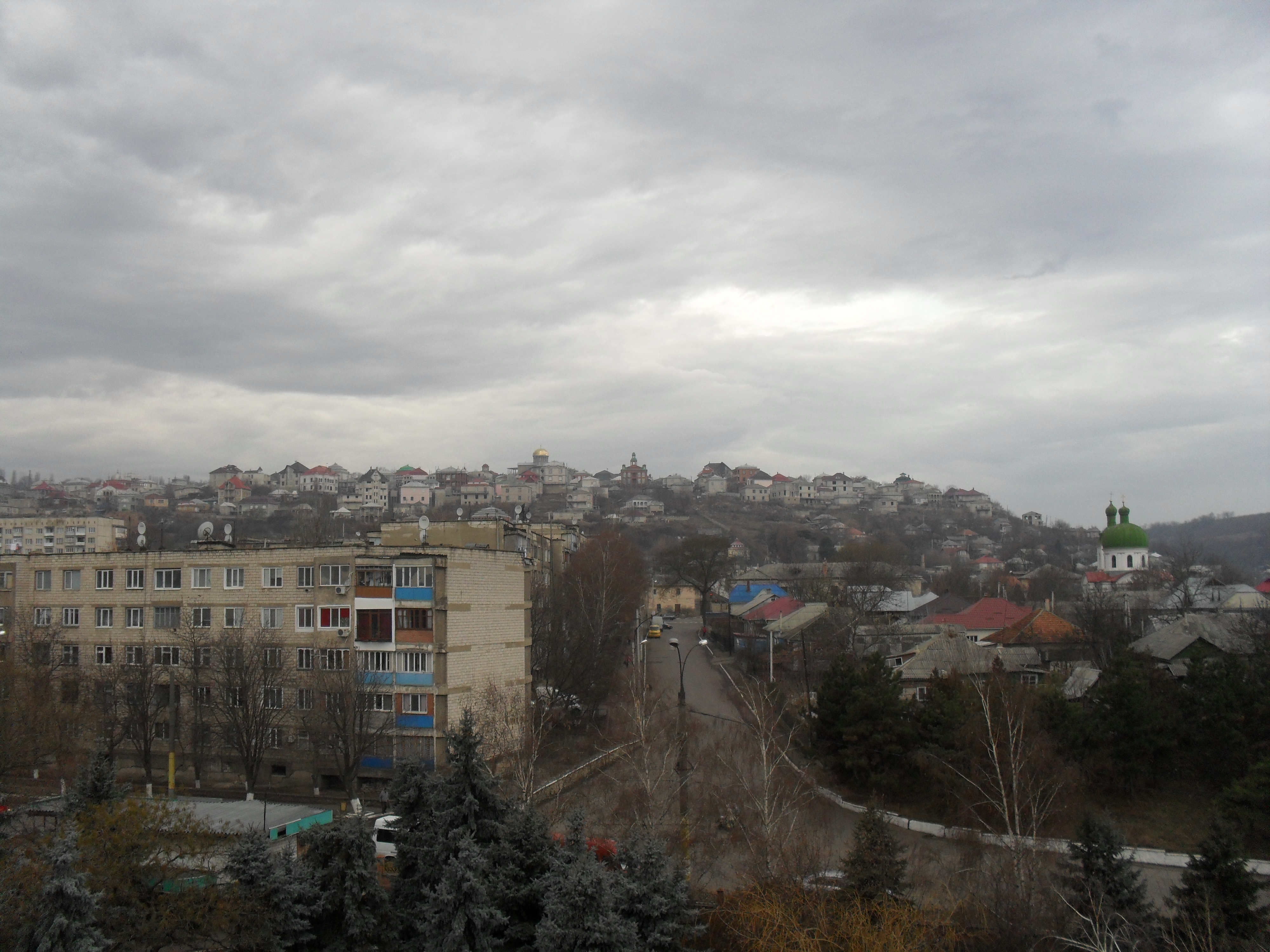
Вид на город с Сорокской крепости
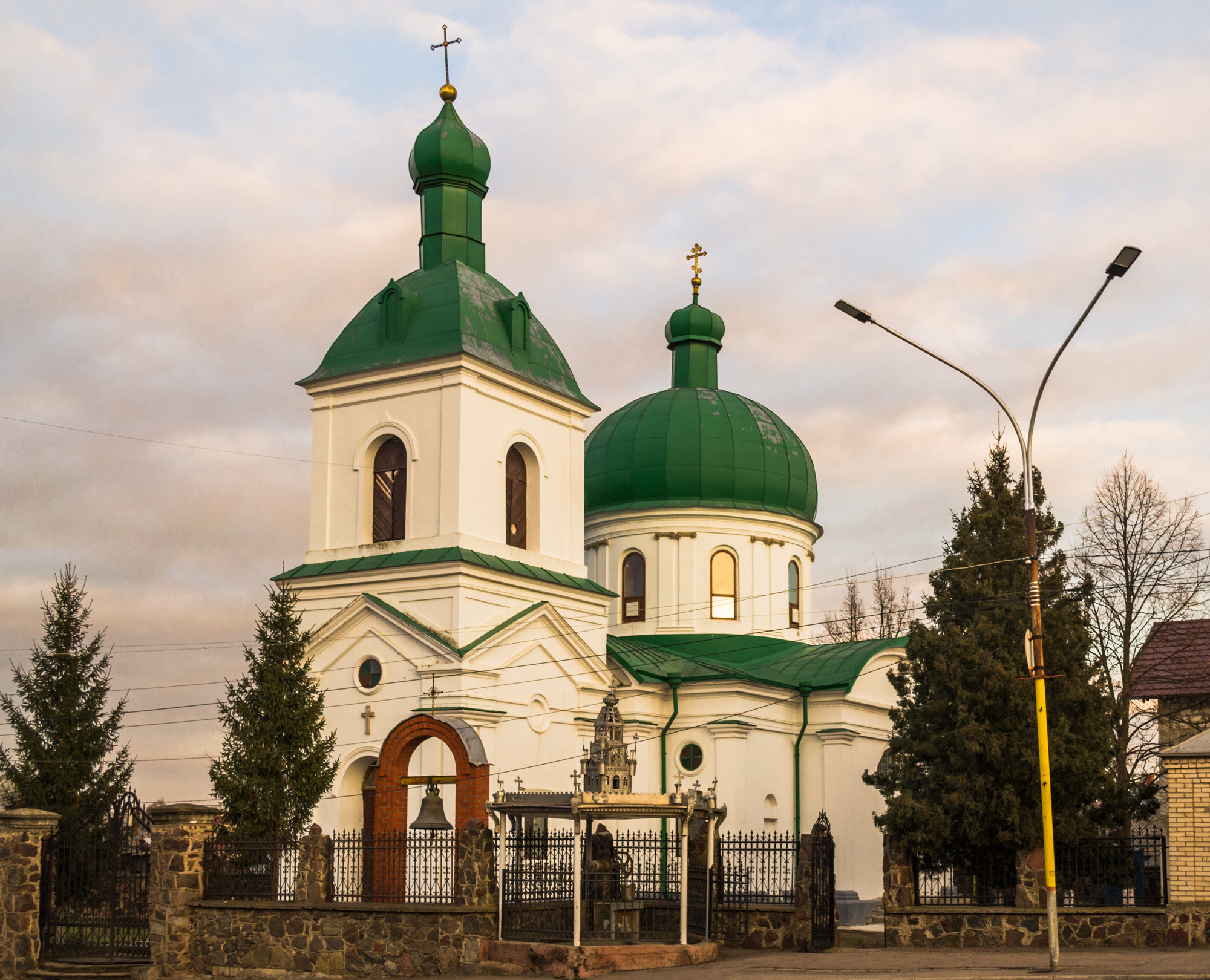
Кафедральный собор Успения Пресвятой Богородицы

## Топографические карты
- Лист карты M-35-141 Сороки. Масштаб: 1 : 100 000. Издание 1979 г.